# 乌利亚希诺农村居民点
乌利亚希诺农村居民点（俄语：Уляхинское сельское поселение）是俄罗斯联邦弗拉基米尔州古西赫鲁斯塔利内区所属的一个农村居民点。其下辖有13个居民点，行政中心为乌利亚希诺。据2016年统计，该农村居民点的人口为843人。